# Mécs László (költő)
Mécs László, eredeti nevén Martoncsik József (Hernádszentistván, 1895. január 17. – Pannonhalma, 1978. november 9.) Corvin-koszorús magyar premontrei szerzetes, költő, lapszerkesztő.

## Életpályája
Falusi tanító fia. Középiskolai tanulmányait Kassán végezte el. 1913–1914-ben a Budapesti Tudományegyetem magyar–latin szakos hallgatója lett. 1914-ben belépett a premontrei rendbe. 1915-től jelentek meg versei. 1916-ban a rend tanárjelöltjeként folytatta tanulmányait. 1918-ban pappá szentelték Jászóváron. A felvidéki premontrei gimnáziumok megszűnése után jászóvári könyvtáros, majd 1920–1929 között nagykaposi plébános volt.
1923-ban jelent meg első műve (Hajnali harangszó). 1929-ben már életrajza is megjelent Farkas Gyula tollából. 1930-ban a premontrei rend főnöke Királyhelmecre nevezte ki plébánosnak. 1935-ben erdélyi körutat tett; megfordult Franciaországban és a Benelux államokban is. Ekkor találkozott Paul Valéryvel, aki 1944-ben előszót írt a második francia nyelvű verseskötetéhez.

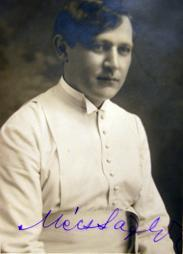
Mécs László a premontrei szerzetespap, költő

Babits az Illyés Gyula által kritizált Mécs Lászlót védelmébe vevő és Illyést kioktató Reményik Sándornak azt írja: „mintha egy gyönyörű termőfa oktatná ki ifjabb társát tiszteletre a háztetőn felburjánzott vadsóska iránt”.

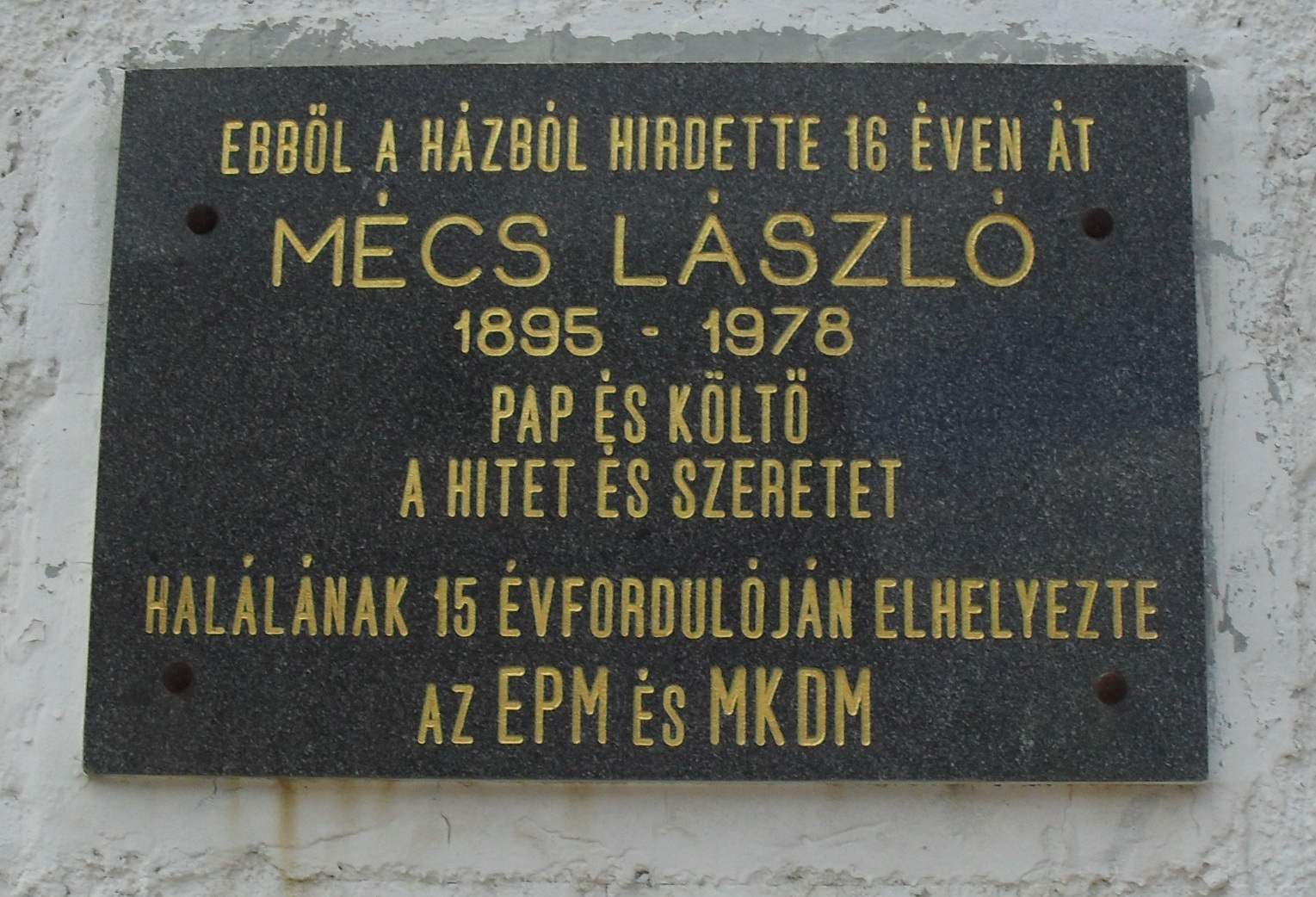
Emléktáblája Királyhelmecen

1941–1942-ben a Vigilia főszerkesztője volt. 1942 januárjában jelent meg „Imádság a nagy lunátikusért” című verse a Vigiliában, ami számos utólagos értelmezés, így a Magyar életrajzi lexikon szerint is Hitler-ellenes vers, melynek megjelenése után büntetőeljárás indult Mécs ellen. Bár a szövegben „Holdkóros”-ként utal Hitlerre, a vers egyes szakaszai alapján ezt nem feltétlenül támadásnak szánta: „égő aggyal megáldott” személyként idézi, akit „véd egy külön angyal”, és „[ú]gy vezet megszállott milliókat, / mint ki szem-nem-látta földi jót ad”.
1943–1944-ben szélsőjobboldali, nyilas, hungarista lapokban jelentek meg versei, köztük az Egyedül Vagyunk címűben. Ebben a folyóiratban jelent meg „Föltámadásról zeng a dal ma” című verse 1944. április 7-én, két nappal azután, hogy hatályba lépett a Sztójay-kormány rendelkezése arról, hogy a zsidónak minősülő személyeknek sárga csillagot kell viselniük.
1944-ben elhagyta Királyhelmecet. 1945 után barátainál, rokonainál, Csornán és Pannonhalmán visszavonulva élt. 1953-ban koholt vádak alapján 10 évi börtönbüntetésre ítélték. 1956-ban rehabilitálták. 1957-től ismét lelkipásztori tevékenységet folytatott. 1958 tavaszától rendszeresen prédikált az óbudai plébániatemplomban. 1978-ban Pannonhalmán ünnepelte pappá szentelésének 60. évfordulóját. Hagyatékát a pannonhalmi bencések gondozzák.
Költészete újhumanista, amelyben a szolgálat- és küldetésjelleg, az eszméltető hang a döntő. Keresztény életigenlése a gazdag, sokszínű élet teljességét hirdeti. 1969-ben és 1970-ben is irodalmi Nobel-díjra jelölték, mind a két alkalommal Watson Kirkconnell terjesztette fel a rangos elismerésre.

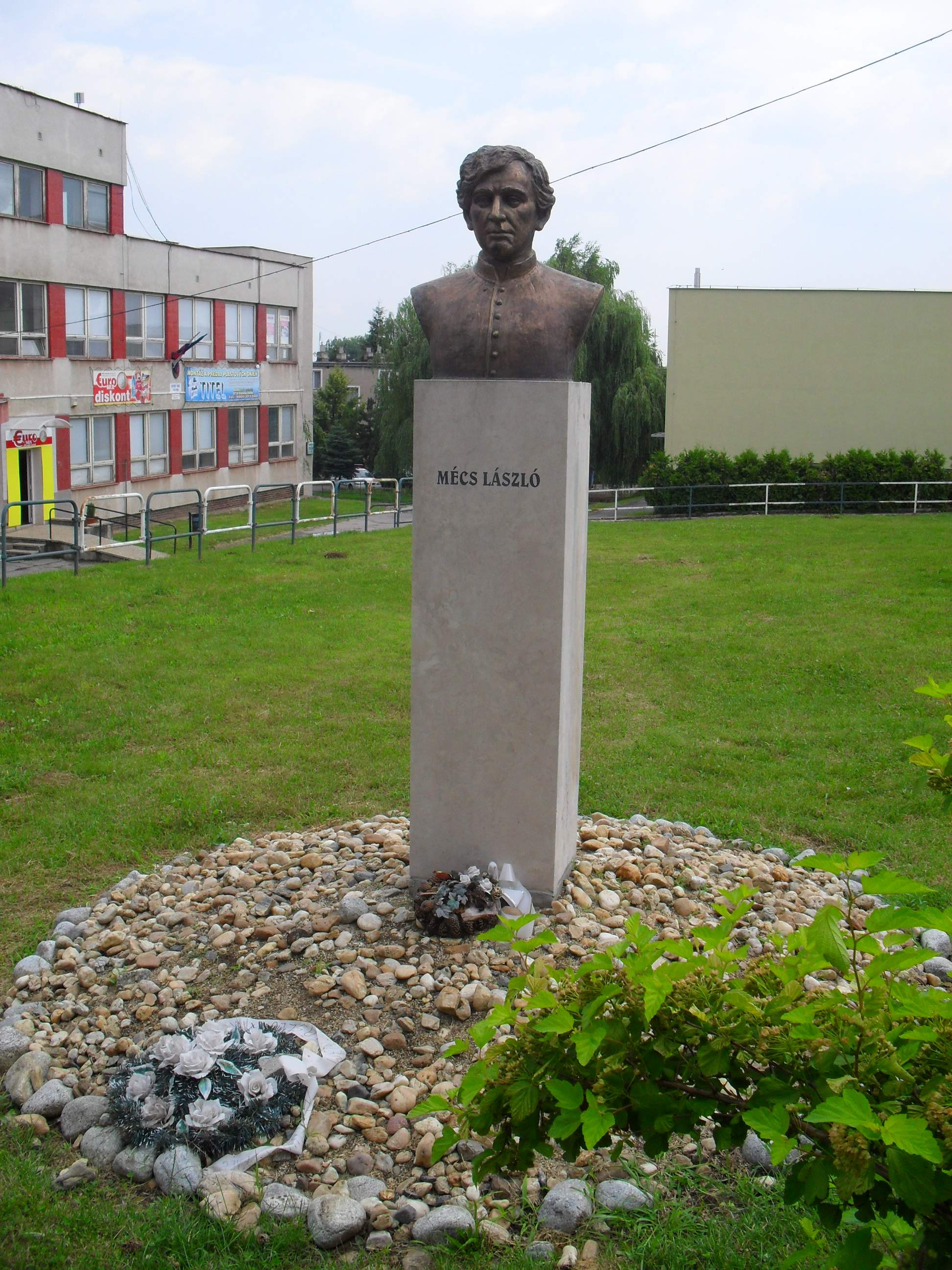
Mellszobra Királyhelmecen

## Művei
- Hajnali harangszó; Földesi Ny., Ungvár, 1923
- Rabszolgák énekelnek. Versek; Voggenreiter, Berlin, 1925
- Vígasztaló. Versek; Voggenreiter, Berlin, 1927
- Az ember és az árnyéka. Versek; Kazinczy, Kassa, 1930
- Üveglegenda. Versek; Athenaeum, Bp., 1931
- Bolond Istók bábszínháza (verses mese, 1931)
- Legyen világosság! (versek, 1933)
- Mécs László válogatott költeményei; összeáll. Just Béla; Athenaeum, Bp., 1934
- Megdicsőülés. Mécs László legszebb versei; Kellner Ny., Bp., 1935 (Nemzeti művészet)
- Fehéren és kéken (versek, 1937)
- Élőket nézek! Versek; Révai Ny., Bp., 1938 (Magyar katolikus írók könyvei)
- Forgószínpad (versek, 1940)
- Mécs László összes versei, 1920–1940; Athenaeum, Bp., 1941
- Mécs László. Huszonötéves költői munkássága alkalmából, a költő négy kiadatlan írásával; Mécs Imre et al.; Danubia, Bp., 1941
- Anya kell! Versek lányokról és anyákról; Athenaeum, Bp., 1943
- Mécs László válogatott költeményei; Moderna, Buenos Aires, 1953 (A Magyar Könyvbarátok kiskönyvei)
- Vadócba rózsát oltok (versek, 1968)
- Aranygyapjú. Válogatott versek. 1923–1968; vál., szerk., bev. Rónay György; Ecclesia, Bp., 1971
- Óriás harangvirág. A költő kötetben meg nem jelent versei. 1933–1970; Agape, Washington, 1972
- Magyarok misekönyve; Agape, Washington, 1972
- Vissza a csendbe! Versek; Classic Printing Co., Cleveland, 1976
- Üzenet. Válogatott versek; vál., szerk. Fényi Ottó és Korzenszky Richárd, utószó Rónay László; Szt. István Társulat, Bp., 1982
- Aranygyapjú. Válogatott versek; vál., szerk. Brudi Zsuzsa, Rónay György, Fényi Ottó; 2. bőv. kiad.; Ecclesia, Bp., 1987
- Fekete zúzmara. Válogatott versek; vál., utószó Bárczi Zsófia; Madách-Posonium, Pozsony, 2005 (Magyar Antaeus könyvek)
- Piros csizmán őszi harmat... Válogatott versek; Tihanyi Bencés Apátság, Tihany, 2006
- Te gondolkozzál bennem... Mécs László portré – emlékek és dokumentumok tükrében; vál., sajtó alá rend. Havasi Péter; Hernád, Kassa, 2006
- Méhes Mária Viktória: Etelka naplója. Mécs László eddig meg nem jelent írásaival; Holnap Magazin, Székesfehérvár, 2014
- Karácsony a Kárpátok alján; vál., szerk. Hunyadi Csaba Zsolt; Lazi, Szeged, 2015

## Díjai
- Corvin-koszorú (1939)
- Magyar Örökség díj (2011) /posztumusz/